# إدوين ديفيس فرينش
إدوين ديفيس فرينش (بالإنجليزية: Edwin Davis French)‏ هو ناشط إسبرنتو أمريكي، ولد في 19 يونيو 1851، وتوفي في 18 ديسمبر 1906 في نيويورك في الولايات المتحدة بسبب سل.